# Laurent Brochard
Laurent Brochard (nascido em 26 de março de 1968) e um ex-ciclista profissional francês. Em 1997, Brochard ganhou uma etapa do Tour de France e tornou-se campeão mundial de ciclismo de estrada, em San Sebastián, Espanha.
Participou de 3 edições dos Jogos Olímpicos: 1996, 2000 e 2004.